# 1/2次同床
《½次同床》，是一部1996年上映的香港爱情喜剧片，由余伟国和罗文执导，刘德华、關之琳主演。

## 剧情简介
华弟（刘德华饰）天性不羁浪漫，为人乐观，热爱重型机车，却在一次交通意外中，将公司的名贵電车FV3846撞毁，令公司蒙受天价损失，被革除职务。琳琳（关之琳饰）是广告公司小职员，为人贤良淑德，一心与自己相恋八年之男友MICHAEL（陶大宇饰）结婚，但碍于患有过激性自我失控症候群，和异性亲热时会有过激反应出手打人，其男友亦因此缘由与琳分手。
华弟被公司开除后，为谋生计，在琳的公司所举办的酒会中做侍应，因此而邂逅了琳。琳琳失恋之丑态被公司同事兰子（陈淑兰饰）看见，劝她治疗失恋的最好方法就是马上展开另一段新的恋情，琳琳听得，终决心突破自己，灌醉自己，决意以酒壮胆，乘酒意，情挑华弟，华弟却并没有乘她之危，安慰之后离开，琳琳见状颇为感动。
正巧琳琳公司总经理（苑琼丹饰）包养小白脸被Ben嫂（宫雪花饰）捉奸追杀，遂向兰子求助，同时华弟欠下高利贷也被追杀，华弟好友肥姐（玛丽亚饰）替他先行挡下，俩个苦命人有难同当，齐齐逃命，一番苦苦逃命之后，忽下暴雨，唯有去华弟家休息，到得家中，琳琳全身湿透，三点毕露，华弟见飞来艳福，酒意未退，二人还是搭上，搞出了一段疑幻疑真的糊涂一夜情……

## 演员表
| 演員   | 角色    |
| 刘德华 | 华弟    |
| 關之琳 | 琳琳    |
| 陶大宇 | MICHAEL |
| 李婉華 |         |
| 葉德嫻 |         |
| 宮雪花 | Ben嫂   |

## 外部連結
- 開眼電影網上《大話情人》的資料（繁體中文）
- 豆瓣电影上《1/2次同床》的資料 （简体中文）
- 时光网上《1/2次同床》的資料（简体中文）
- AllMovie上《1/2次同床》的资料（英文）
- 香港影庫上《1/2次同床》的資料（繁體中文）
- 互联网电影数据库（IMDb）上《1/2次同床》的资料（英文）